# Jane Foole
Jane Foole, également connue sous le nom de Jane La Folle, Jane, La Folle de la Reine, « Jeanne le Fol » ou « Jane Hir Fole » (fl.  1543-1558), était une sorte de bouffon de la cour anglaise. Elle était la « folle » des reines Catherine Parr et Marie I, et peut-être également d'Anne Boleyn.
Aujourd'hui, des artistes jouent parfois son rôle dans des divertissements sur le thème de la Renaissance.

## Biographie
Le nom réel de Jane, son année de naissance et sa famille ne sont pas connus mais le nom de Beden le Fou apparaît dans des notes de l'époque ; il n'est donc pas impossible que Beden soit son nom de famille.
On pense que Jane était atteinte d'un handicap de type trouble d'apprentissage. David Loades la décrit comme une simple d'esprit, une « innocente » ayant conservé les qualités de la petite enfance.

### Carrière
Dans les comptes d'Anne Boleyn, des factures de casquettes de prix pour « sa folle » sont enregistrées en 1535 et 1536. Son nom n'est pas mentionné, mais il se peut qu'il s'agisse de Jane.
En 1537, Jane est au service de la princesse Marie avec Lucretia the Tumbler (en), une autre « folle » de cour. On sait que Lucretia et Jane ont joué ensemble et on suppose que Lucretia avait la charge de Jane.

Quand Catherine Parr devient reine en 1543, Jane est vraisemblablement transférée à son service. Jane est très appréciée à la cour de Catherine Parr où elle est citée sous le nom de « Jane Foole » en 1543. On sait que Catherine Parr lui achète de nombreux vêtements dont un jupon rouge, des robes et des jupes. On sait aussi que son rôle ne se limite pas à amuser la cour car la reine lui achète, comme aux autres personnes de qualité de son entourage, un lé de tissu noir destiné à se faire un habit pour l'enterrement d'Henri VIII. On sait également qu'elle lui a offert des oies et une poule qui étaient vraisemblablement des compléments de son personnage de « folle ».

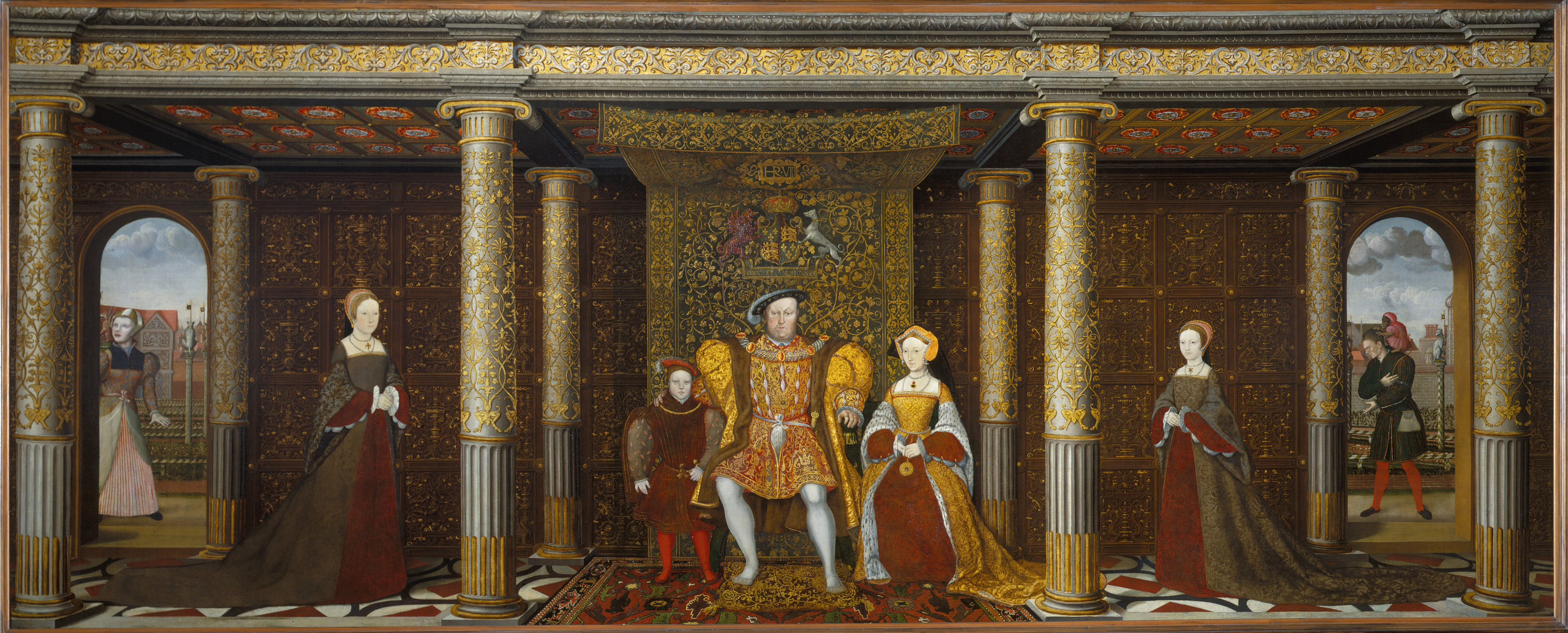
Henri VIII et sa famille (1545) ; Jane Foole pourrait être le personnage en arrière plan, à gauche du tableau.

Il se peut qu'elle figure dans le tableau Henri VIII et sa famille (1545), dans lequel l'homme représenté en arrière plan, à l'extrême droite, est formellement identifié comme le bouffon de la cour du roi, William Sommers. Il se peut donc que Jane soit le personnage d'arrière plan à l'extrême gauche du tableau,  juste derrière la princesse Marie. 
Quand Catherine Parr meurt, en 1548, Jane Foole revient au service de Marie. Lorsque celle-ci accède au trône en 1553, Jane a déjà une situation privilégiée dans sa maisonnée ; on sait notamment qu'elle possède une garde-robe de grande valeur et un très grand nombre de paires de chaussures. Marie Wilkinson, responsable des soieries de la reine, lui fournit certains de ses vêtements. Les mandats de garde-robe de 1555, conservés dans la bibliothèque Bodleian, mentionnent notamment une robe de velours vert à motifs (semblable aux habits de Will Sommers) fourrée de peaux de lièvre blanc, des bas noirs, une autre robe de velours vert agrémentée de guirlandes et une robe futaine de style hollandais ou allemand. Marie I s'est occupée de Jane jusqu'à sa propre mort en 1558, ses comptes font état dépenses constantes en soins médicaux pour les affections répétées de Jane. Plus qu'un simple bouffon, il est possible que Jane ait été une fille de substitution pour la reine Marie qui n'a jamais eu d'enfant.
La tête de Jane était rasée, comme celle de tous les bouffons. En 1557, Jane se blesse un œil ; elle est soignée par une « Maîtresse Ayer » et une femme de Bury St Edmunds, à qui Marie offre des salières argentées en récompense, .
Jane était peut-être mariée à Will Sommers, mais cela n'a jamais été confirmé. On sait par contre que Jane et Will Sommers se produisaient souvent ensemble, vêtus de tenues assorties, comme ils l'ont fait en 1555. On ne sait pas ce qu'il advint de Jane après la mort de la reine Marie ; Will Sommers a bénéficié de la protection de la reine Elizabeth jusqu'à sa mort et on peut espérer qu'il en a été de même pour Jane.

## Fiction
Le roman historique The Queen's Fool, rédigé par l'écrivain britannique Philippa Gregory, raconte l'histoire de Hannah Green, une « folle » de la cour de Marie I, vraisemblablement basée sur le personnage de Jane.
Jane Fool apparaît également comme un personnage secondaire dans le roman Lamentation de C.J. Sansom.